# Rigobert Song
Rigobert Song Bahanag pseudonim „Magnan” (ur. 1 lipca 1976 w Nkenlicock) – kameruński piłkarz grający na pozycji obrońcy.

## Życiorys
Karierę zaczął w Tonnerre Yaoundé, w 1993 roku, a jego drużyna uplasowała się na 4. miejscu. Nieco gorzej było w kolejnym sezonie, 1994, bo Tonnerre spadło o 4. miejsca, zajmując dopiero 8 lokatę. W latach 1994/1995 trafił do Francji, do FC Metz, gdzie zadebiutował w Ligue 1 31 sierpnia 1994, a Metz zremisowało z Lille OSC 1:1. W sezonie 1997/1998 został z tą drużyną wicemistrzem kraju. Rok później zdecydował się na transfer do Salernitany, jednak pograł tam tylko przez pół sezonu i odszedł, a Salernitana nie zdołała obronić się przed spadkiem do Serie B. Trafił do Liverpoolu, w styczniu 1999 i zadebiutował w meczu z Coventry City, dokładnie 30 stycznia 1999 roku. Zagrał 68 minut i został zmieniony przez Steve’a McManamana. Wystąpił w 38 spotkaniach w barwach The Reds, lecz nie udało mu się wpisać na listę strzelców. Był uwielbiany przez kibiców, którzy doceniali jego wkład na boisku i waleczność. Często śpiewali „We've only got one Song”. Największym jego sukcesem w tym klubie, było 3. miejsce na koniec sezonu 2000/2001 i start w eliminacjach do Ligi Mistrzów. Ostatni raz w Liverpoolu zagrał we wrześniu, w meczu z Sunderlandem, zremisowanym 1:1. Później Song trafił do West Hamu United i wywalczył wraz z kolegami miejsce premiowane grą w Pucharze UEFA. W przerwie między rozgrywkami sezonu 2001/2002 zdecydował się na zmianę klubu, a jego nowym pracodawcą został 1. FC Köln (debiutował w Bundeslidze 24 listopada 2001 w wygranym 2:1 meczu z FC St. Pauli), z którym spadł z ligi, jednak nie można było mu nic zarzucić, był jednym z lepszych graczy spadkowicza, nic więc dziwnego, że po sezonie znalazł angaż w Ligue 1. Trafił do RC Lens i dwa razy zajął 8. miejsce w lidze. Potem został kupiony za 1,5 mln euro przez Galatasaray SK. Do sukcesów może zaliczyć mistrzostwo, zdobyte z tym klubem. Po zakończeniu sezonu 2007/2008 przeniósł się na zasadzie wolnego transferu do Trabzonsporu.
Rigobert Song debiutował w kadrze 22 września 1993, podczas meczu towarzyskiego z Meksykiem, przegranego 0:1. Ma na swoim koncie niechlubny rekord. W wieku 17 lat stał się najmłodszym piłkarzem, który na mistrzostwach świata został ukarany przez sędziego czerwoną kartką. Na MŚ w 1998 również został usunięty z boiska, jedynie z Mundialu w Korei i Japonii wrócił bez czerwonej kartki, mając na koncie tylko jedną żółtą. Znaczne lepsze mecze w reprezentacji Kamerunu zaliczał podczas Pucharu Narodów Afryki. W 2000 roku strzelił gola w meczu finałowym, dzięki czemu „Nieposkromione Lwy” mogły się cieszyć ze zdobycia trofeum. Rok później był kapitanem drużyny, która pokonała Senegal i po raz drugi z Songiem w składzie sięgnęła po puchar Czarnego Lądu.
Na początku października 2016 r. Song doznał pęknięcia tętniaka w mózgu i natychmiast trafił do szpitala w stolicy Kamerunu Jaunde, gdzie wprowadzono go w stan śpiączki farmakologicznej. W bardzo ciężkim stanie były środkowy obrońca znajdował się przez kilkadziesiąt godzin, aż wreszcie został wybudzony.
Jego bratankiem jest piłkarz Alex Song.